# Elkouria Amidane
Elkouria Amidane (El Aaiún, Sahara Occidental, 29 de septiembre de 1985) también conocida como Rabab, es una activista saharaui y defensora de los derechos humanos en el Sahara Occidental.

## Biografía
En 2005, al comienzo de la Intifada de la Independencia, movimiento afín al Frente Polisario, su hermano menor El Wali Amidane fue detenido por la policía marroquí junto con decenas de defensores de los derechos humanos. Las sentencias oscilaron hasta un año de prisión. En 2006, El Wali Amidane fue detenido de nuevo y condenado a 5 años de prisión. Tanto Amidane como su familia fueron detenidos y torturados por su activismo político. Denunciaron con frecuencia los malos tratos y la detención de los miembros de la familia de Amidane, así como la incursión de la policía marroquí en su casa.
Del 20 de julio al 6 de agosto de 2007, cuando tenía 22 años, estuvo de viaje en Noruega y Suecia, reuniéndose con estudiantes de diferentes universidades, para narrar las luchas en el Sáhara Occidental. Se reunió con Truls Wickholm, diputado en Suecia. Se reunió con los 200 000 miembros del Sindicato de Estudiantes de Noruega y de la Asociación de Estudiantes de Noruega, que expresaron su firme apoyo a su causa. La mayoría de las organizaciones enviaron una carta firmada al gobierno marroquí para ayudar a proteger los derechos de los estudiantes saharauis.
Amidane pretende contar al mundo el maltrato de Marruecos al pueblo saharaui. Con la ayuda de organizaciones internacionales de derechos humanos, difundió vídeos y fotografías que documentaban las violaciones de los derechos humanos cometidas por Marruecos contra la población saharaui, y que habían sido utilizados por ONG como Amnistía Internacional. El 4 de febrero de 2009, Elkouria Amidane recibió el Premio Estudiantil de la Paz por su trabajo en favor de los derechos humanos y del pueblo saharaui.
El 21 de octubre de 2011, recibió el Premio Ordfront a la Democracia en el Parlamento sueco.